# Antunovac (Velika)
Antunovac is een plaats in de gemeente Velika in de Kroatische provincie Požega-Slavonië. De plaats telt 220 inwoners (2001).